# Laurent François (judo)
Pour les articles homonymes, voir Laurent François et François.
Laurent François, né le 25 novembre 1971, est un judoka français.

## Carrière
Champion de France junior des moins de 78 kg en 1991, Laurent François remporte la médaille d'or dans la même catégorie lors des Jeux méditerranéens de 1993. Aux Championnats du monde par équipes de judo, il obtient l'or en 1994 à Paris et le bronze en 1998 à Minsk. Aux Championnats d'Europe par équipes de judo , il est médaillé de bronze en 1994 à La Haye, en 1995 à Trnava et médaillé d'or en 1996 à Saint-Pétersbourg. Il est également médaillé d'or aux Jeux mondiaux militaires de 1995 à Rome en moins de 78 kg.